# 出山信号場

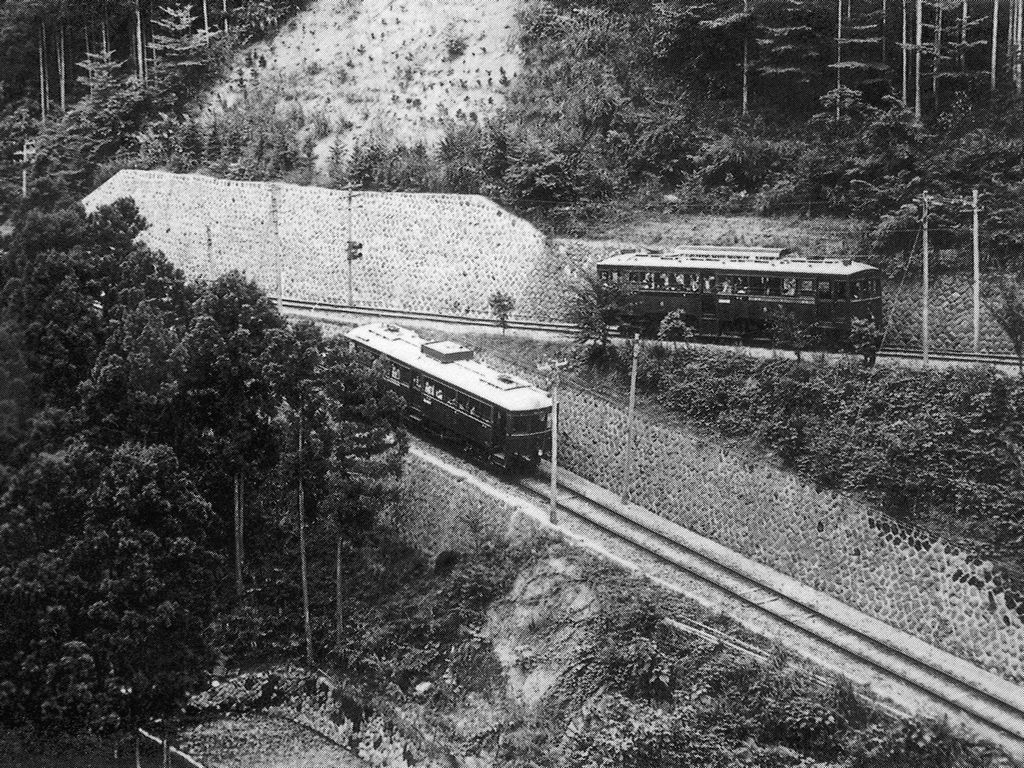
昭和初期の出山信号場

出山信号場（でやましんごうじょう）は、神奈川県足柄下郡箱根町大平台の小田急箱根鉄道線（箱根登山電車）塔ノ沢駅 - 大平台駅間に設置されている信号場である。

## 概要
頭端式2線の構造を持つ列車交換、スイッチバックのための信号場。昼間は全列車、当信号場で列車交換を行う。
なお、箱根登山鉄道の表示看板やパンフレットでは各駅・信号場の標高が示されており、かつては234 mと表記されていたが、2013年の再調査で222 mに訂正されている。

## 歴史
- 1919年（大正8年）6月1日：小田原電気鉄道鉄道線開通時に開設。

## 隣の駅
小田急箱根
 鉄道線（箱根登山電車）
塔ノ沢駅 (OH 52) - 出山信号場 - 大平台駅 (OH 53)